# Ting Kau Bridge
Il Ting Kau Bridge è un ponte strallato situato a Hong Kong.

## Descrizione

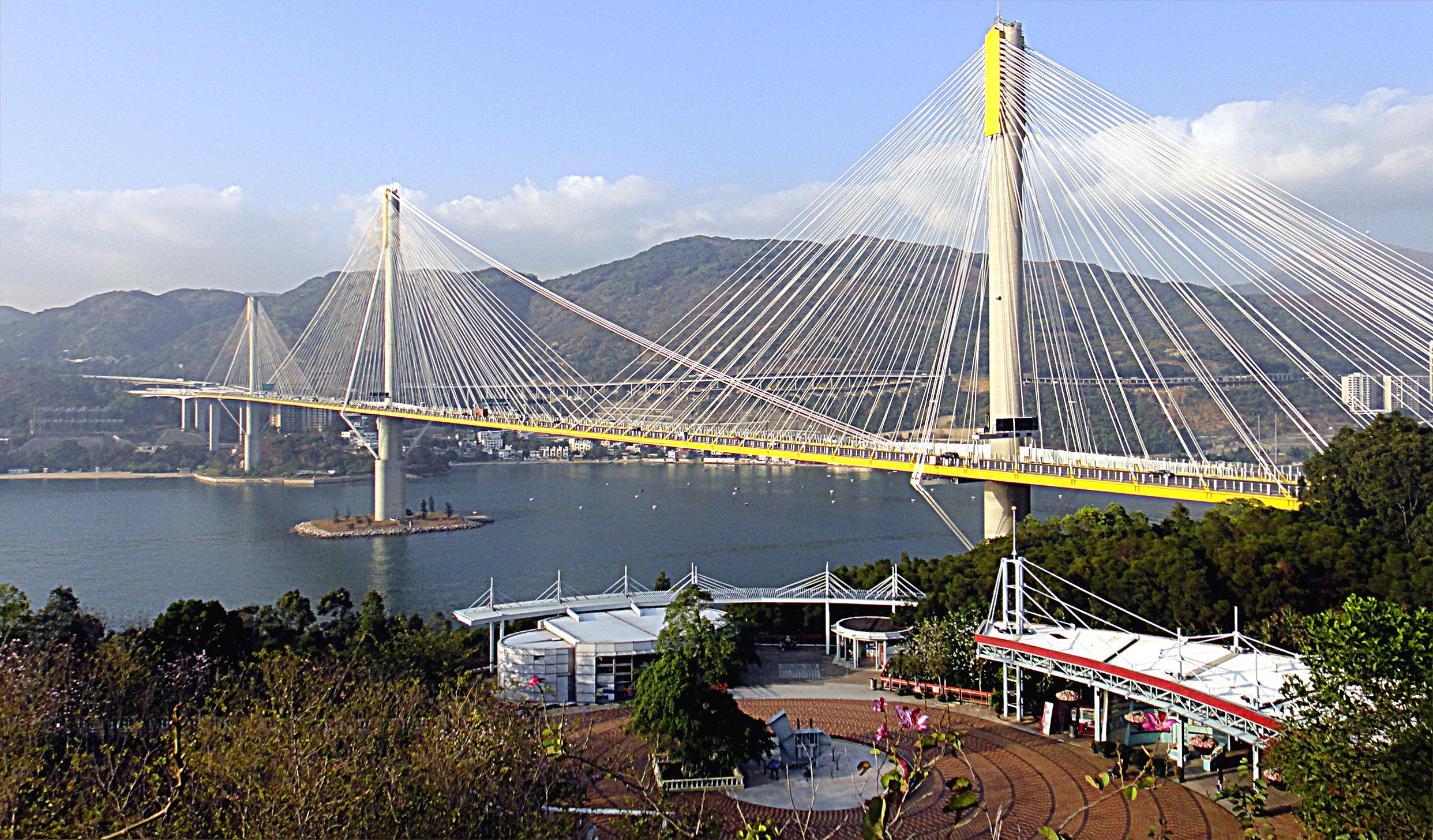
Vista del ponte

Completato il 5 maggio 1998 e aperto il giorno seguente, con una lunghezza di 1 177 metri si estende al nord-ovest dell'isola di Tsing Yi e si trova vicino al ponte Tsing Ma, fungendo da collegamento principale tra l'aeroporto internazionale di Hong Kong sull'isola di Lantau e il resto di Hong Kong.